# Кандлмас
Остров Кандлмас — необитаемый остров в архипелаге Южные Сандвичевы острова в южной части Атлантического океана.

## География
Южные Сандвичевы острова представляют собой островную дугу длиной 320 км, простирающуюся с севера на юг от острова Южная Георгия и Фолклендских островов. Все острова небольшие, вулканические, на большинстве из них активность проявлялась в течение последних двух столетий. Они подвержены интенсивной морской эрозии. Подводные вулканы включают подводные горы Protector Shoals в северной части и Nelson и Kemp в южной части островной цепи.
Остров редко посещается из-за неблагоприятных погодных условий, южное и юго-восточное побережья труднодоступны; туристические суда иногда высаживаются на Кандлмасе. В окрестных водах ведется ярусный промысел. В политическом отношении Южная Георгия и Южные Сандвичевы острова составляют заморскую территорию Великобритании Южная Георгия и Южные Сандвичевы острова. В 2012 году на Южных Сандвичевых островах была создана морская охраняемая зона. В 2019 году границы охраняемой территории были расширены.
Остров Кандлмас имеет размеры 6 на 4 км и является третьим по величине в архипелаге Южные Сандвичевы острова, состоящим из юго-восточной половины, имеющей примерно квадратную форму, и северо-западной половины неправильной формы. Остров Уиндикейшн на западе отделён от острова Кандлмас мелководным Каналом Нельсона шириной 3,7 км. Высокий находится в 42 км к северу, а остров Сондерс — в 76 км к югу от острова Кандлмас.
Северо-западная половина состоит из ряда шлаковых конусов, названных Lucifer Hill, которые достигают максимальной высоты 232 м, 229 м или 140 м над уровнем моря. Два главных кратера глубиной около 15 м и диаметром 137 м располагаются по сторонам от главной вершины, которая имеет плоскую вершину. На юго-западной оконечности расположен вспомогательный кратер. Они окружены пятью лавовыми потоками, восточный из которых старый и покрыт вулканическим пеплом, а северный — более молодой, с неровной поверхностью, состоящей из блоков, гребней и оврагов. Восточный лавовый поток образует плато Брейкбоунс, а лавовый поток, простирающийся в северо-западном направлении, — полуостров Вулкан-Пойнт. Лавовые потоки, простирающиеся на юго-запад и северо-запад, окружают бухту Тау; чуть восточнее бухты Тау находится Cauldron Pool. Ещё один безымянный бассейн находится в конце ущелья Клинкер на Lucifer Hill, а пресноводные бассейны есть на всей территории острова. Береговая линия образована скалами с чередующимися углублениями и заливами.
Юго-восточная половина острова представляет собой потухший и разрушенный стратовулкан. Хребет, направленный с севера на юг, имеет две вершины — северо-восточную гору Персей высотой 455 м и юго-восточную гору Андромеда; последняя является высшей точкой Кандлемаса с высотой 550 м или 557 м.

## Климат
Климат на Южных Сандвичевых островах океанический, с небольшим количеством солнечного света, небольшими сезонными колебаниями температуры, которая большую часть года лишь на несколько градусов превышает нулевую отметку. На острове Кандлмас обычно пасмурно, дуют сильные западные ветры. Ветры переносят ледниковую пыль и вулканические отложения. С июня по ноябрь море вокруг островов покрыто льдом. В районе острова Кандлемас встречаются айсберги, которые иногда садятся на мель.

## Жизнь
Растительные сообщества, состоящие в основном из печёночных мхов, произрастают вокруг фумарол с чётко выраженной структурой, ширина которой может достигать 20 м. Фумаролы дают воду за счёт конденсации пара, поддерживая жизнь. Аналогичные, но менее развитые сообщества произрастают на холодном рельефе, где преобладают различные виды лишайников. Растительный покров наиболее распространен на плато Брейкбоунс и у края ледяной шапки. Температура почвы, где произрастают мхи, колеблется от 85 °C до 0 °C. Отмершие растения накапливаются, образуя торф, толщина которого в некоторых местах достигает 20 см. Водоросли растут внутри фумарольных жерл, во льду и в колониях птиц. Среди растений растут базидиомицеты, а другие грибы вызывают появление белых полос на растительности, что приводит к её гибели. Из фумарольных местностей известно только одно высшее растение — луговик антарктический.
Растительность напоминает растительность острова Десепшн, другого вулканического острова в окрестностях Антарктиды. Низкие температуры и высокая проницаемость грунта ограничивают рост растительности на большей части Южных Сандвичевых островов, а вытаптывание и фекалии пингвинов ещё больше ограничивают её рост вблизи пингвиньих колоний. Здесь нет интродуцированных видов.
Пингвины, буревестники и поморники посещают остров, а колонии пингвинов расположены в многочисленных местах вдоль побережья. Крупные гнездовые популяции, насчитывающие более сотни особей, зарегистрированы у пингвинов Адели, бурых поморников, капских буревестников, пингвинов-шинстрапов, пингвинов-генту, макаронных пингвинов, снежных буревестников, южных фульмаров, южных гигантских буревестников (их основное место гнездования — Южные Сандвичевы острова). Среди других птиц, гнездящихся на острове Кандлемас, — качурка Вильсона и чернобрюхий буревестник. Среди млекопитающих — кергеленский морской котик, морские слоны, морской леопард и тюлени Уэдделла, которые размножаются на острове. Популяции пингвинов на острове Кандлемас, по-видимому, стабильны. Находки обугленных костей указывают на то, что популяции пингвинов иногда подвергаются воздействию вулканической активности. Мелкие животные включают клещей, нематод, коловраток, пружинохвостов и тардиград. Клещи были найдены у птиц. Бокоплавы, офиуры и иглокожие встречаются на шельфе вокруг острова Кандлемаса, а также морские перья на большей глубине.

### Новые виды
Бактерия Bacillus fumarioli была обнаружена в почвах на острове Кэндлмас, горах Мельбурн и Риттманн. Такое широкое распространение может указывать на то, что она распространяется с помощью ветра. Другие виды, первоначально обнаруженные на острове Кандлемас, — это Bacillus shackletonii, который рос в почвах на лавовых потоках и был позже переименован в Heyndrickxia shackletonii, Bacillus luciferensis, обнаруженный в почвах с холма Люцифера и названный в честь места обнаружения, Paenibacillus cineris и Paenibacillus cooki, оба из почвы вокруг активной фумаролы. В покрытых лишайниками скалах острова Кандлемаса был обнаружен клещ Calvolia antarctica.

## История исследований
Остров Кандлмас был открыт 2 февраля 1775 году (в день праздника Свечей, отсюда и название) Джеймсом Куком с корабля HMS Resolution, но он его не посещал. В XIX веке в окружающем море вёлся китобойный промысел. В XX веке начались научные исследования и высадки: сначала Карл Ларсен в 1908 г. высадился на Шроув-Пойнт у юго-восточной оконечности Кандлмаса, затем судно RRS Shackleton в январе 1961 года и ледовый патрульный корабль HMS Protector в марте 1962 и 1964 гг. В результате посещения острова в 1964 году остров Кандлемас стал наиболее изученным из Южных Сандвичевых островов. В ходе некоторых из этих исследований на острове Кандлемас были разбиты временные полевые лагеря. Деятельность охотников на тюленей и китобоев в основном не документирована, но археологические данные указывают на то, что группы китобоев оставались на острове Кандлемас в течение нескольких недель, а промысел тюленей мог привести к исчезновению из окрестных вод кергеленских морских котиков.